# Stor-Kallsjön
Stor-Kallsjön är en sjö i Malung-Sälens kommun i Dalarna och ingår i Dalälvens huvudavrinningsområde. Sjön har en area på 0,558 kvadratkilometer och ligger 504 meter över havet. Sjön avvattnas av vattendraget Höknäsvallen.

## Delavrinningsområde
Stor-Kallsjön ingår i det delavrinningsområde (677400-137031) som SMHI kallar för Ovan 677186-136688. Medelhöjden är 517 meter över havet och ytan är 19,59 kvadratkilometer. Det finns inga avrinningsområden uppströms utan avrinningsområdet är högsta punkten. Höknäsvallen som avvattnar avrinningsområdet har biflödesordning 3, vilket innebär att vattnet flödar genom totalt 3 vattendrag innan det når havet efter 436 kilometer. Avrinningsområdet består mestadels av skog (74 procent) och sankmarker (18 procent). Avrinningsområdet har 0,56 kvadratkilometer vattenytor vilket ger det en sjöprocent på 2,8 procent.